# Белая (приток Локтевки)
Белая — река в Алтайском крае, правый приток Локтевки.
Длина реки — 39 км. Берёт начало у подножья горы Синюха (1210 м) Колыванского хребта. Высота истока — 458,5 м над уровнем моря. Впадает в реку Локтевку у села Казанцево.

## Притоки
км от устья
- 7 км: Боровушка (пр)
- 10 км: Сидоровка (пр)
- 12 км: Перильная (пр)
- 26 км: Шершниха (пр)

## Достопримечательности
Искусственно пробитым каналом (по другим данным притоком речкой Казенкой) соединяется с озером Белое. В устье канала имеется временная бетонная плотина (шлюз), регулирующая до определённого уровня сток воды.
Анализ рукописи Иогана Георга Гмелина показывает, что ров со шлюзом был сделан в связи с необходимостью надёжного обеспечения водой Заводского пруда. Из этого пруда вода поступала на водяное колесо, приводившее в движение механизмы медеплавильного завода, а впоследствии камнерезной фабрики.

## Данные водного реестра
По данным Государственного водного реестра России относится к Верхнеобскому бассейновому округу, водохозяйственный участок реки — Обь от слияния рр. Бия и Катунь до г. Барнаул без р. Алей, речной подбассейн реки — Обь до впадения Чулыма (без Томи). Речной бассейн реки — (Верхняя) Обь до впадения Иртыша.